# Colliers Green
Colliers Green est un village du Kent, en Angleterre.